# Холсдертојфел
Холсдертојфел је једноседа ваздухопловна једрилица-клизач, мешовите конструкције (дрво и платно). Направљена је у Краљевини Југославији 1935. године у режији ЈГ Девети из Београда и Једриличарске групе "Љубљана" а намењена је обуци и тренажи спортских пилота и једриличара. У Југославији је имала популарни назив „Летећи ђаво”.

## Пројектовање и развој
Давне 1923. године Александар Липиш (Alexander Lippisch) са својим сарадником Фриц Штамером (Fritz Stamer) су пројектовали једрилицу-клизач под називом Djävlar Annama. Ова једрилица је послужила за развој осталих клизача тако да су формирана три правца: први правац је био Едмунд Шнајдер (Edmund Schneider) са својим пројектом Грунау 9, други је био Ханс Јакобс са пројектом Холсдертојфел (Hol`s der Taufel), а трећи пројект је био Цеглинг (Zögling) кога су водили А. Липиш и Ф.Штамер. Сва ова три пројекта су била успешна да би се од њихових најбољих особина 1938. године пројектовао клизач SG 38, који је у употреби био све до прве половине 60.-тих година двадесетог века.

### Технички опис
Једрилица-клизач Холсдертојфел је једносед мешовите конструкције (дрво и платно) а изведена је као висококрилни моноплан. Предњи део трупа у коме се налази кабина пилота је дрвена конструкција шестоугаоног попречног пресека обложена дрвеном лепенком и платном. До излазне ивице крила кабински део трупа се сужава тако да се труп наставља ка вертикалном стабилизатору у виду решеткасте конструкције. Кабина је била отворена. Једрилица је била опремљена најосновнијим инструментима за дневно летење. Као стајни трап овој једрилици је служио дрвени клизач причвршћен амортизерима од тврде гуме. На репу једрилице налазила се еластична дрљача.
Крило је било равно, имало је праву нападну ивицу нормалну на осу једрилице а облик крила је био правоугаоник који се завршавао заобљеним крајем. Крило је имало две рамењаче. Нападна ивица крила је била направљена у облику кутије обложене шпер плочом а остатак крила и крилца су била обложена импрегнираним платном. Крила су косим подупирачима била ослоњена на труп једрилице.
Конструкција хоризонталног и вертикалног стабилизатора као и кормила били су изведени као и крило. Хоризонтални стабилизатори су били ослоњени на решеткасту конструкцију трупа. Кормила висине и правца су имала дрвену конструкцију обложену импрегнираним платном. Додатно учвршчивање везе измеђи предњег дела трупа и крила са репом се постигло затезачима од челичних жица.

## Карактеристике
Карактеристике наведене овде се односе на једрилицу Холсдертојфел а према изворима
| Финеса      | 1 : 15 при брзини 41 km/h |
| Перформансе | - максимална брзина 110 km/h - минимална брзина 41 km/h - минимално пропадање 1,2 m/s при брзини 41 km/h                                                  |
| Димензије   | - размах крила 12,70m - дужина 6,45m - висина 2,15m - површина крила 20,21m² - аеропрофил крила: непознат - виткост 8 - макс. оптеречење крила; 8,4 kg/m² |
| Маса        | - сопствена 95 kg - носивост 75 kg - полетна 170 kg - водени баланс; нема                                                                                 |

## Оперативно коришћење
Једрилица-клизач Холсдертојфел се производила у Немачкој фирми Александра Шлајхера почев од 1928. године. То је уједно и прва једрилица која се серијски производила у овој фирми, која данас представља водећег произвођача једрилица у свету. Ова једрилица се производила и у аероклубовима као самоградња тако да се не зна тачно колико је укупно произведено ових једрилица.
Два примерка у Краљевини Југославији су израђена 1934. године у столарској радионици Ђока Поповића у Ужицу једну за рачун Једриличарског центра "Златибор" а другу за Једриличарску групу "Девети" из Београда. Златиборска једрилица је регистрована 1935. године бројем K1-YU а Београдска K1B-YU.. ЈГ Девети је са својом једрилицом учествовала на првом југословенском једриличарском такмичењу које се одржавало на Звездарској падини у Београду. Трећу једрилицу-клизач направила је Једриличарска група "Љубљана" a била је регистрована ознаком YU-L5.

## Сачувани примерци
Код нас није сачувана ова једрилица, али се могу видети у Ваздухопловним музејима по Европи али углавном реплике.

## Земље које су користиле ову једрилицу
| - Аустрија - Трећи рајх - Краљевина Југославија - Швајцарска - Холандија | - Финска - Исланд - Норвешка - Летонија - Мађарска |